# Astraios (Gigant)
Astraios (altgriechisch Ἀστραῖος Astraíos) ist in der griechischen Mythologie ein Gigant.
Er ist der Sohn von Tartaros und Gaia.